# Vega (banda española)
Vega fue el nombre de una banda madrileña de jazz rock y rock andaluz, activa entre 1977 y 1982.
Estaba liderada por el guitarrista extremeño Tomás Vega, que había estado con Pedro Ruy-Blas en las grabaciones previas a la creación del grupo Dolores. Su primer LP, llamado "Andaluza" se grabó en 1977, aunque se editó un año más tarde, con una portada arabizante y con música basada en obras de Albéniz y Granados, con Enrique Carmona en la guitarra flamenca. El disco tuvo muy buena acogida de la crítica, por lo que al año siguiente (1979), apareció su segundo álbum, "Jara", que se aproxima mucho más a la música del grupo sevillano Guadalquivir. En él intervienen, aparte de Tomás Vega, Jorge Silvester (saxo alto), Fernando Bravo (flauta), Luis Fornés (piano), Miguel Ángel Chastang (contrabajo), Rubem Dantas y César Berti (percusión), lo que le da un aire mucho más jazzístico, con claras referencias a la Mahavishnu Orchestra.
Su tercer LP, se aleja claramente del Rock andaluz, para asumir influencias del Caribe y de bandas como Santana, incluyendo por primera vez voces, entre ellas la de Pablo Abraira. La mala acogida de este disco, precipita la desaparición de la banda.